# Hansjakob Gröblinghoff
Johann Jakob „Hansjakob“ Gröblinghoff (* 5. April 1902 in Bochum; † 20. April 1983 in Bergisch Gladbach) war ein deutscher Schauspieler.

## Leben
Gröblinghoff, ein Sohn des Schlossers und Werkführers Johann Gröblinghoff und seiner Gattin Hedwig, geb. Krieger, erlernte nach dem Besuch der Oberrealschule sein künstlerisches Handwerk bei Saladin Schmitt. Sein erstes Bühnenengagement erhielt er 1924 in seiner Heimatstadt. Weitere Theaterstationen waren Stettin (1934–36) und Berlin (Lessing-Theater, Theater am Schiffbauerdamm, 1936–44). Anschließend wurde er zum Wehrdienst eingezogen und geriet in weiterer Folge in Kriegsgefangenschaft. Zwischen 1946 und 1951 setzte er seine Bühnenkarriere am Stadttheater Konstanz fort. Nach einem Intermezzo als Mitarbeiter beim Bayerischen Rundfunk spielte er in der Saison 1954/55 in Memmingen, von 1955 bis 1957 an der Pikkolokomödie in Wuppertal und ab 1960 schließlich am Düsseldorfer Schauspielhaus.
In den 1930er Jahren, als er zeitweise in der Künstlerkolonie Berlin wohnte, spielte Gröblinghoff kleinere Rollen in UFA-Filmen wie unter der Regie von Carl Boese in der Komödie Mädchen für alles mit Grethe Weiser, neben La Jana im Musikfilm Es leuchten die Sterne und in Arthur Maria Rabenalts Krimi Die drei Codonas. Nach dem Zweiten Weltkrieg trat er unter anderem im Heimatfilm Die Mühle im Schwarzwäldertal und in Wolfgang Staudtes Drama Das Lamm auf. Daneben wirkte er in verschiedenen Fernsehproduktionen mit wie in Karl-Heinz Stroux’ Kleist-Adaption Das Käthchen von Heilbronn, im Krimi-Mehrteiler Der Monddiamant nach Wilkie Collins sowie in einer der Hauptrollen in Wilhelm Semmelroths Der Vetter Basilio.
Hansjakob Gröblinghoff war seit 1962 in dritter Ehe verheiratet. Er starb 1983 in Bergisch Gladbach.

## Filmografie
- 1937: Mädchen für alles
- 1938: Schüsse in Kabine 7
- 1938: Es leuchten die Sterne
- 1938: Verwehte Spuren
- 1938: Großalarm
- 1938: Fracht von Baltimore
- 1938: Mordsache Holm
- 1939: Aufruhr in Damaskus
- 1939: Zwölf Minuten nach Zwölf
- 1939: Flucht ins Dunkel
- 1940: Casanova heiratet
- 1940: Die 3 Codonas
- 1953: Die Mühle im Schwarzwäldertal
- 1964: Das Lamm
- 1966: Die Launen des Herrn Lasukow
- 1968: Kolportage
- 1968: Das Käthchen von Heilbronn
- 1969: Der Vetter Basilio (Fernsehzweiteiler)
- 1970: Drücker
- 1974: Die 7-Tage-Woche des Drahtwebers Rolf Piechotta
- 1974: Der Monddiamant